# زیتون‌وار
زیتون‌وار (نام علمی: Alyxia oliviformis) نام یک گونه از تیره خرزهره‌ایان است.